# Elaine A. Ostrander

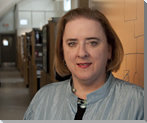
Elaine A. Ostrander

Elaine A. Ostrander (* ca. 1958) ist eine US-amerikanische Genetikerin am National Human Genome Research Institute, einer Einrichtung der National Institutes of Health. Hier leitet sie die Abteilung für Krebsgenetik und vergleichende Genomik.
Ostrander erwarb 1987 mit der Dissertation Characterization of psoralen-DNA photoadducts at the nucleotide lievel in pBR322 and SV40 an der Oregon Health Sciences University einen Ph.D. und arbeitete als Postdoktorandin bei James Wang an der Harvard University. Die nächsten Stationen ihrer wissenschaftlichen Karriere waren die University of California, Berkeley und das Lawrence Berkeley National Laboratory (beide in Berkeley, Kalifornien), wo sie zu den Begründern des canine genome project gehörte, einem Projekt zur vollständigen Erfassung das Genoms von Hunden (vergleichbar dem Humangenomprojekt beim Menschen). Ostrander arbeitete anschließend zwölf Jahre lang am Fred Hutchinson Cancer Research Center und der University of Washington (beide in Seattle, Washington), wo sie zuletzt Leiterin der Abteilung für Genetik war, bevor sie 2004 an das National Human Genome Research Institute in Bethesda, Maryland, wechselte.
Elaine Ostrander befasst sich mit der systematischen Erfassung der genetischen Unterschiede zwischen einzelnen Hunderassen, insbesondere mit denjenigen Genen, die für Gestalt und Größe der Hunde verantwortlich sind. Sie konnte zeigen, dass die Funktion zahlreicher Gene deutlich komplexer ist als bis dahin angenommen. Durch die Analyse von Krankheiten, die bei bestimmten Hunderassen besonders häufig sind, konnte sie Gene identifizieren, die für Erkrankungen wie Retinitis pigmentosa, Epilepsie, Nierenzellkarzinom, Sarkome oder Plattenepithelkarzinome verantwortlich sind und Entsprechungen im menschlichen Genom aufweisen, die zum Teil ebenfalls mit diesen Erkrankungen assoziiert sind. Weitere Arbeiten Ostranders befassen sich mit genetischen Faktoren des Prostatakarzinoms beim Menschen, einer Krebserkrankung für die es bisher kein geeignetes Tiermodell gibt.
2012 wurde Ostrander in die American Association for the Advancement of Science gewählt, 2019 in die National Academy of Sciences und 2025 zum Mitglied der American Academy of Arts and Sciences. 2013 erhielt sie die Genetics Society of America Medal, 2003 ein Ehrendoktorat der Universität Utrecht und 2019 die Ehrendoktorwürde der Universität Rennes 1. Für 2024 wurde ihr der Edward Novitski Prize der Genetics Society of America zugesprochen.
Elaine Ostrander ist verheiratet und hat ein leibliches und ein adoptiertes Kind. Ihr Bruder Gary Ostrander ist Meeresbiologe.